# Walsdorf (Oberfranken)
Walsdorf este o comună aflată în districtul Bamberg, landul Bavaria, Germania.